# Dragoil, Sofia
Dragoil (în bulgară Драгоил) este un sat în comuna Dragoman, regiunea Sofia,  Bulgaria. 

## Demografie
Componența etnică a satului Dragoil
     Bulgari (98,57%)
     Nicio identificare (1,42%)
     Altele (0%)
La recensământul din 2011, populația satului Dragoil era de 70 locuitori. Din punct de vedere etnic, majoritatea locuitorilor (98,57%) erau bulgari. Pentru 1,42% din locuitori nu este cunoscută apartenența etnică.